# Alım Öztürk
Alim Öztürk (Alkmaar, 17 novembre 1992) è un calciatore turco, difensore dell'Iğdır.

## Palmarès

### Club

#### Competizioni nazionali
- Scottish Championship: 1

Hearts: 2014-2015